# Cassytha
Cassytha es un género con 59 especies de plantas de flores perteneciente a la familia Lauraceae.
Es una liana parásita nativa de Australia, pero con algunas especies en África, sur de Asia, y una  (C. filiformis) en Hawái, norte de  Sudamérica, Centroamérica sur húmedo de  Norteamérica (Florida) y Japón. 
La planta tiene un gran parecido, aunque superficial, con el género Cuscuta que pertenece a la familia Convolvulaceae, siendo un gran ejemplo de la evolución convergente.

## Especies seleccionadas
- Cassytha americana
- Cassytha aphylla
- Cassytha archboldiana
- Cassytha aurea
- Cassytha baccifera
- Cassytha brasiliensis
- Cassytha capensis
- Cassytha filiformis
- Cassytha casuarinae
- Cassytha ceratopoda